# Monomontia intermedia
Monomontia intermedia is een hooiwagen uit de familie Triaenonychidae.